# Campo de Velepromet
El Campo de Velepromet fue durante un corto periodo de tiempo un campo de concentración creado durante la batalla de Vukovar por el Ejército Popular Yugoslavo y fuerzas paramilitares serbias en el año 1991, en las afueras de la ciudad de Vukovar en Croacia.
De acuerdo con el Tribunal Penal Internacional para la ex Yugoslavia (TPIY), aproximadamente un centenar de 1.200 personas, en función de las diferentes etapas del conflicto, de etnia croata fueron retenidas en los edificios de la empresa "Velepromet".
El campamento en realidad consistía en varios edificios de ladrillo y seis hangares de almacenamiento de estaño, donde se mantuvo a la mayoría de las personas. Los testigos informaron de actos de tortura brutal, golpeando a los presos que se prolongaban durante horas, ejecuciones al azar con ametralladoras y las escenas de personas decapitadas. El campo fue cerrado en marzo de 1992.

## Cargos por crímenes de guerra
- Slobodan Milošević - presidente de la Serbia, acusado de confinamiento ilegal de un centenar de detenidos en Velepromet. Sin embargo, murió antes de que el veredicto se pronunciase.[1]
- Vojislav Šešelj - líder del Partido Radical Serbio, acusado de detención ilegal y asesinato de al menos seis personas en Velepromet. Los asesinatos fueron perpetrados por soldados paramilitares serbios reclutados y / o incitados personalmente por Šešelj personalmente. A fecha del año 2011, el juicio todavía está pendiente.[2]
- Goran Hadzic - El presidente de Eslavonia Oriental, Baranya y Syrmia occidental (SAO SBWS), acusado de detención ilegal y asesinato de al menos 17 personas en Velepromet. Pendiente de juicio.[3]